# Anii 1890
|  |  |  |

|  |  |

|  |  |  |

Anii 1890 au fost un deceniu care a început la 1 ianuarie 1890 și s-a încheiat la 31 decembrie 1899. Se caracterizează printr-o redresare economică internațională în urma Depresiunii Lungi (1873—1896) și prin începutul unei creșteri economice puternice în timpul Belle Époque (1896—1914), condusă de inovațiile celei de-a doua revoluții industriale (adică electricitate, benzină, automobile, textile artificiale, chimie organică). Primul război chino-japonez (1894—95) și războiul hispano-american (1898) au marcat ascensiunea Japoniei și a Statelor Unite la rangul de mari puteri mondiale. Deceniul a marcat apogeul motorului cu abur alimentat cu cărbune, care va fi ulterior detronat de motorul cu piston, alimentat cu petrol rafinat. Supremația acestei noi surse de energie a fost confirmată atunci când prima flotă a lumii de atunci, Marina Regală Britanică, a decis în 1910 să-și aprovizioneze toate navele cu păcură.
În Statele Unite, anii 1890 au fost marcați de o depresiune economică severă declanșată de Panica din 1893. Această criză economică ar contribui la sfârșitul așa-numitei „Epoci de Aur” și a coincis cu numeroase greve ale forței de muncă industrială. Din 1926, perioada a fost uneori denumită „Deceniul Mov”, deoarece colorantul anilină al lui William Henry Perkin (descoperit la Londra în 1856) a permis utilizarea pe scară largă a acelei culori în modă   la sfârșitul anilor 1850 și începutul anilor 1860.
În Imperiul Britanic, anii 1890 au reprezentat perioada victoriană târzie.

## Tehnologie
- 1893 - Devine posibilă sinteza carborundumului

## Politică și războaie

### Războaie
- Primul război chino-japonez (1894–1895)
- Primul Război Italo-Etiopian (1895–1896)
- Războiul greco-turc (1897)
- Războiul hispano-american (1898)
- Războiul filipino-american (1899–1902)
- Al Doilea Război al Burilor (1899–1902)